# Tarántula (libro)
Tarántula es una colección experimental de prosa poética  escrita por Bob Dylan entre 1965 y 1966. En ella utiliza el monólogo interior moderno (stream of consciousness) en un estilo similar a Jack Kerouac, William S. Burroughs y Allen Ginsberg. La crítica contemporánea comparó la obra con las notas escritas por él mismo para los discos grabados en ese mismo periodo, Bringing It All Back Home y Highway 61 Revisited.
Dylan recordaría posteriormente Tarántula como un libro que nunca había pretendido del todo escribir: "Las cosas estaban fuera de control en aquel momento. No fue nunca mi intención el escribir un libro." Llegó a compararlo con la obra de John Lennon Por su propio cuento, e insinuar que su antiguo mánager Albert Grossman negoció el acuerdo para publicar el libro sin que hubiese dado su pleno consentimiento.
Aunque estaba previsto que fuera editado por Dylan y se publicara en 1966, el accidente de moto en julio de ese año retrasó su salida al mercado. Los primeros 50 ejemplares fueron impresos por Albion, una imprenta underground en San Francisco, a mediados de 1965. Numerosas versiones pirata del libro estuvieron circulando en el mercado negro hasta que fuera publicado oficialmente en 1971, siendo generalmente desdeñado por la crítica. En 2003, la revista Spin publicó un artículo llamado "Las cinco frases mas ininteligibles sacadas de libros escritos por estrellas del rock". Dylan acabó en primer lugar con una línea de Tarántula, "No es el momento de hacer el tonto, así que ponte tus botas y salta dentro de una papelera con forma de payaso". A principios del siglo XXI, Tarántula fue reeditado en inglés, y traducido al castellano, francés, portugués, croata y checo.[cita requerida]